# Войовничий перонізм
Войовничий перонізм — аргентинська політична та громадська спільнота, пов'язана з перонізмом, що діє в аргентинських провінціях Буенос-Айрес, Катамарка, Ла-Ріоха, Кордова, Формоза, Чако, Коррієнтес, Мендоса, Місьйонес, Ріо-Негро, Сальта, Санта-Фе, Ентре-Ріос, Вогняна Земля, Тукуман, Сантьяго-дель-Естеро, Федеральна столиця і Сан-Хуан. Вона повністю виправдовує постать Марії Єви Дуарте де Перон та урядів Хуана Домінго Перона, Нестора Кіршнера і Крістіни Фернандес де Кіршнер. Її генеральним секретарем є Ектор "Ель Гальєго" Фернандес, національний представник на період 2019-2021 років.

## Історія
Войовничий перонізм – це політична організація, яка виникла наприкінці 1989 року. Вона прагне втілити історію культурного, народного, революційного та латиноамериканського націоналізму, три фундаментальні вчення: «Цінність організації кадрів, територіальна [політико-соціальна] робота та потреба, щоб молоді люди створювали покоління друзів, об’єднаних у поклонінні любові до країни».
У 1999 році з'явився журнал "Sudestada", який використовувався як інструмент для політичної підготовки.Нині органом поширення інформації про Національну організацію войовничого перонізму є журнал "CAPIANGOS", що виходить раз на два місяці.

## Фронти

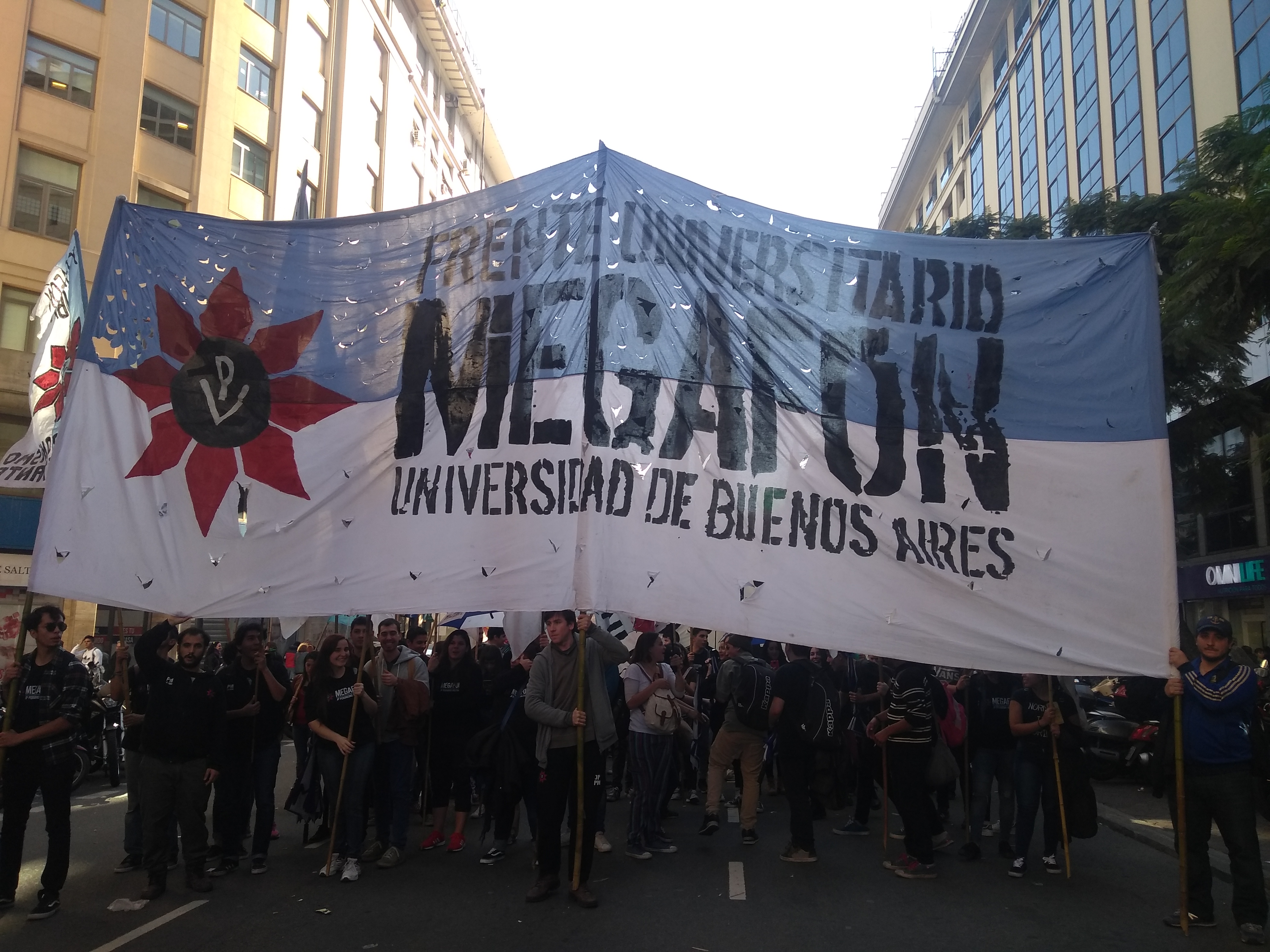
Університетський фронт Мегафон, університетський фронт войовничого перонізму

Організація поділена на різні крила, такі як Пероністський вторинний фронт, головним завданням якого є забезпечення оновлення політичних кадрів у різних районах, де знаходиться войовничий перонізм, Університетський фронт Мегафон, Культурний фронт, Правозахисний фронт, фронт «Гендер і різноманітність», професійний фронт і територіальний фронт. Нещодавно був створений Соціальний фронт, який відповідає за всі обслуговування місць для харчування та їдалень, які фінансуються даною організацією. Організація також має міжгалузеві секретаріати, такі як секретаріат преси та секретаріат політичної освіти.

## Войовнича Пероністична Молодь
Войовнича Пероністична Молодь об'єднує молодих людей, які складають групу, яка розвиває свою політичну активність та войовничість у своєму природному середовищі, членами якого є ці студенти: в середніх школах, університетах, інститутах і т.д.